# Tiro com arco nos Jogos Olímpicos de Verão de 2024 - Equipes masculinas
A competição por equipes masculinas do tiro com arco nos Jogos Olímpicos de Verão de 2024 foi disputada em 25 e 29 de julho de 2024 no Les Invalides, em Paris. Um total de 36 arqueiros de 12 Comitês Olímpicos Nacionais (CON) participaram do evento.

## Qualificação
As equipes vencedores de medalhas (ouro, prata e bronze) nesse evento durante o Campeonato Mundial de 2023 garantiram uma vaga de cota para seu Comitê Olímpico Nacional (CON). Se o país anfitrião, França, obtivesse uma vaga por equipes no Mundial, essa seria realocada para a equipe em quarto lugar. Mais três vagas foram atribuídos aos campeões do arco recurvo por equipes nos Jogos Asiáticos de 2022, nos Jogos Europeus de 2023 e no Campeonato Pan-Americano de 2024, respectivamente. Os três ou quatro melhores CONs por gênero (dependendo se a França usasse sua vaga de anfitrião direta ou pelo caminho regular de competição) garantiram três vagas pelo Torneio Final de Qualificação Olímpica (FOQT), programado para meados de 2024, enquanto as vagas restantes foram concedidas aos dois CONs mais bem classificados no ranking mundial após o FOQT.

## Formato
Tal como nos outros eventos de tiro com arco, as equipes masculinas competem com arco recurvo e na distância e regras de 70 metros aprovadas pela World Archery. 12 equipes de 3 arqueiros cada participam das fases eliminatórias. A competição começa com a fase de ranqueamento, na qual cada arqueiro atira 72 flechas (esta é a mesma fase de ranqueamento usada para a prova individual masculina). As pontuações combinadas são usadas para definir as equipes na chave de eliminação única, com as quatro melhores avançando diretamente para as quartas de final. Cada partida consiste em quatro conjuntos de 6 flechas, duas por arqueiro. A equipe com maior pontuação no set – total das seis flechas – recebe dois pontos de set; se as equipes estiverem empatadas, cada uma recebe um ponto de set. A primeira equipe com cinco pontos vence a partida. Se a partida estiver empatada em 4–4 após 4 sets, um desempate é usado com cada arqueiro da equipe atirando uma flecha; se a pontuação do set de desempate permanecer empatada, a flecha mais próxima do centro vence.

## Calendário
Horário local (UTC+2)
| Data                | Horário                      | Fase                                                                   |
| ------------------- | ---------------------------- | ---------------------------------------------------------------------- |
| 25 de julho de 2024 | 14:15                        | Fase de ranqueamento                                                   |
| 29 de julho de 2024 | 9:30 14:15 15:47 16:48 17:11 | Oitavas de final Quartas de final Semifinais Disputa pelo bronze Final |

## Medalhistas
|  | KOR Coreia do Sul                    |  | FRA França                                            |  | TUR Turquia                                |
|  | Kim Je-deok Kim Woo-jin Lee Woo-seok |  | Baptiste Addis Thomas Chirault Jean-Charles Valladont |  | Mete Gazoz Berkim Tümer Abdullah Yıldırmış |

## Recordes
Antes desta competição, os seguintes recordes eram estabelecidos:
| Fase de ranqueamento – 216 flechas | Fase de ranqueamento – 216 flechas                 | Fase de ranqueamento – 216 flechas | Fase de ranqueamento – 216 flechas | Fase de ranqueamento – 216 flechas |
| ---------------------------------- | -------------------------------------------------- | ---------------------------------- | ---------------------------------- | ---------------------------------- |
| Recorde mundial                    | Coreia do Sul Im Dong-hyun Kim Bub-min Oh Jin-hyek | 2087                               | Londres                            | 27 de julho de 2012                |
| Recorde olímpico                   | Coreia do Sul Im Dong-hyun Kim Bub-min Oh Jin-hyek | 2087                               | Londres                            | 27 de julho de 2012                |

## Resultados

### Fase de ranqueamento
As quatro primeiras equipes na fase de ranqueamento avançaram diretamente às quartas de final. As equipes subsequentes avançaram para as oitavas de final.
| Pos. | CON               | Arqueiros                                                 | Total | 10s | Xs |
| ---- | ----------------- | --------------------------------------------------------- | ----- | --- | -- |
| 1    | KOR Coreia do Sul | Kim Je-deok Kim Woo-jin Lee Woo-seok                      | 2049  | 120 | 49 |
| 2    | FRA França        | Baptiste Addis Thomas Chirault Jean-Charles Valladont     | 2025  | 102 | 35 |
| 3    | IND Índia         | Dhiraj Bommadevara Pravin Jadhav Tarundeep Rai            | 2013  | 95  | 31 |
| 4    | CHN China         | Kao Wenchao Li Zhongyuan Wang Yan                         | 1998  | 92  | 32 |
| 5    | TPE Taipé Chinês  | Lin Zih-siang Tai Yu-hsuan Tang Chih-chun                 | 1992  | 95  | 34 |
| 6    | TUR Turquia       | Mete Gazoz Berkim Tümer Abdullah Yıldırmış                | 1992  | 94  | 33 |
| 7    | ITA Itália        | Federico Musolesi Mauro Nespoli Alessandro Paoli          | 1990  | 93  | 37 |
| 8    | JPN Japão         | Takaharu Furukawa Junya Nakanishi Fumiya Saito            | 1972  | 83  | 28 |
| 9    | MEX México        | Matías Grande Bruno Martínez Carlos Rojas                 | 1972  | 74  | 19 |
| 10   | KAZ Cazaquistão   | Ilfat Abdullin Alexandr Yeremenko Dauletkeldi Zhangbyrbay | 1971  | 85  | 26 |
| 11   | COL Colômbia      | Santiago Arcila Jorge Enríquez Andrés Hernández           | 1970  | 81  | 22 |
| 12   | GBR Grã-Bretanha  | Conor Hall Tom Hall Alex Wise                             | 1961  | 72  | 20 |

### Fase eliminatória
As fases de oitavas de final até a definição dos medalhistas ocorreu em 29 de julho de 2024.
| Oitavas de final | Oitavas de final  | Oitavas de final | Oitavas de final | Oitavas de final | Oitavas de final | Oitavas de final | Oitavas de final |  |   | Quartas de final | Quartas de final  | Quartas de final | Quartas de final | Quartas de final | Quartas de final | Quartas de final | Quartas de final |  |   | Semifinais        | Semifinais | Semifinais | Semifinais | Semifinais | Semifinais | Semifinais | Semifinais |  |                     | Final               | Final               | Final               | Final               | Final               | Final               | Final               | Final |
|                  |                   |                  |                  |                  |                  |                  |                  |  |   |                  |                   |                  |                  |                  |                  |                  |                  |  |   |                   |            |            |            |            |            |            |            |  |                     |                     |                     |                     |                     |                     |                     |                     |       |
| 1                | KOR Coreia do Sul |                  |                  |                  |                  |                  |                  |  |   |                  |                   |                  |                  |                  |                  |                  |                  |  |   |                   |            |            |            |            |            |            |            |  |                     |                     |                     |                     |                     |                     |                     |                     |       |
|                  | Bye               |                  |                  |                  |                  |                  |                  |  |   | 1                | KOR Coreia do Sul | 6                | 57               | 59               | 57               |                  |                  |  |   |                   |            |            |            |            |            |            |            |  |                     |                     |                     |                     |                     |                     |                     |                     |       |
| 8                | JPN Japão         | 5                | 55               | 56               | 57               |                  |                  |  | 8 | JPN Japão        | 0                 | 53               | 55               | 54               |                  |                  |                  |  |   |                   |            |            |            |            |            |            |            |  |                     |                     |                     |                     |                     |                     |                     |                     |       |
| 9                | MEX México        | 1                | 53               | 56               | 56               |                  |                  |  |   |                  |                   |                  |                  |                  |                  |                  |                  |  | 1 | KOR Coreia do Sul | 5          | 54         | 57         | 56         |            |            |            |  |                     |                     |                     |                     |                     |                     |                     |                     |       |
| 5                | TPE Taipé Chinês  | 6                | 54               | 58               | 56               |                  |                  |  |   |                  |                   |                  |                  |                  |                  |                  |                  |  | 4 | CHN China         | 1          | 54         | 54         | 53         |            |            |            |  |                     |                     |                     |                     |                     |                     |                     |                     |       |
| 12               | GBR Grã-Bretanha  | 0                | 53               | 56               | 55               |                  |                  |  |   | 5                | TPE Taipé Chinês  | 1                | 56               | 52               | 54               |                  |                  |  |   |                   |            |            |            |            |            |            |            |  |                     |                     |                     |                     |                     |                     |                     |                     |       |
|                  | Bye               |                  |                  |                  |                  |                  |                  |  | 4 | CHN China        | 5                 | 56               | 53               | 56               |                  |                  |                  |  |   |                   |            |            |            |            |            |            |            |  |                     |                     |                     |                     |                     |                     |                     |                     |       |
| 4                | CHN China         |                  |                  |                  |                  |                  |                  |  |   |                  |                   |                  |                  |                  |                  |                  |                  |  |   |                   |            |            |            |            |            |            |            |  |                     | 1                   | KOR Coreia do Sul   | 5                   | 57                  | 59                  | 59                  |                     |       |
| 3                | IND Índia         |                  |                  |                  |                  |                  |                  |  |   |                  |                   |                  |                  |                  |                  |                  |                  |  |   |                   |            |            |            |            |            |            |            |  |                     | 2                   | FRA França          | 1                   | 57                  | 58                  | 56                  |                     |       |
|                  | Bye               |                  |                  |                  |                  |                  |                  |  |   | 3                | IND Índia         | 2                | 53               | 52               | 55               | 54               |                  |  |   |                   |            |            |            |            |            |            |            |  |                     |                     |                     |                     |                     |                     |                     |                     |       |
| 6                | TUR Turquia       | 5                | 51               | 56               | 55               | 56               | 29               |  | 6 | TUR Turquia      | 6                 | 57               | 57               | 54               | 58               |                  |                  |  |   |                   |            |            |            |            |            |            |            |  |                     |                     |                     |                     |                     |                     |                     |                     |       |
| 11               | COL Colômbia      | 4                | 53               | 54               | 50               | 58               | 27               |  |   |                  |                   |                  |                  |                  |                  |                  |                  |  | 6 | TUR Turquia       | 4          | 56         | 53         | 58         | 55         | 27         |            |  |                     |                     |                     |                     |                     |                     |                     |                     |       |
| 7                | ITA Itália        | 5                | 59               | 53               | 55               | 56               | 28               |  |   |                  |                   |                  |                  |                  |                  |                  |                  |  | 2 | FRA França        | 5          | 54         | 57         | 57         | 56         | 27+        |            |  |                     |                     |                     |                     |                     |                     |                     |                     |       |
| 10               | KAZ Cazaquistão   | 4                | 52               | 56               | 55               | 56               | 26               |  |   | 7                | ITA Itália        | 2                | 56               | 54               | 49               | 54               |                  |  |   |                   |            |            |            |            |            |            |            |  | Disputa pelo bronze | Disputa pelo bronze | Disputa pelo bronze | Disputa pelo bronze | Disputa pelo bronze | Disputa pelo bronze | Disputa pelo bronze | Disputa pelo bronze |       |
|                  | Bye               |                  |                  |                  |                  |                  |                  |  | 2 | FRA França       | 6                 | 55               | 56               | 58               | 55               |                  |                  |  |   |                   |            |            |            |            |            |            |            |  | 4                   | CHN China           | 2                   | 54                  | 57                  | 54                  | 54                  |                     |       |
| 2                | FRA França        |                  |                  |                  |                  |                  |                  |  |   |                  |                   |                  |                  |                  |                  |                  |                  |  |   |                   |            |            |            |            |            |            |            |  |                     | 6                   | TUR Turquia         | 6                   | 55                  | 56                  | 55                  | 56                  |       |